# آندریاس ویتا
آندریاس ویتا (انگلیسی: Andreas Vojta؛ زادهٔ ۹ ژوئن ۱۹۸۹) دونده دو نیمه‌استقامت اهل اتریش است.